# Fountain Palace
Le Fountain Palace (聯聚方庭) est un gratte-ciel de 155 mètres de hauteur construit de 2008 à 2010 à Taichung dans le centre de l'ile de Taïwan.